# 第98回凱旋門賞
第98回凱旋門賞（だい98かいがいせんもんしょう）は、2019年10月6日にフランスのパリロンシャン競馬場において芝2400メートルで行われた競馬の競走である。フランス調教馬のヴァルトガイストが優勝。2017年、2018年と凱旋門賞を連覇していたエネイブルは2着に敗れ、3連覇を逃した。

## 参戦経緯

### 出走陣営
以下の各馬の2019年の戦績は、netkeiba.com The Hong Kong Jockey Club、The British Horse racing Authority、HORSE RACING IRELAND、Racing Post。なお、各馬の戦績の、斤量、馬場状態などは、日本式の表現に直して、記している。

#### フレンチキング
| 出走日      | 競馬場         | 競走名             | 格 | 距離          | 頭数 | 馬番 | 着順 | タイム | 騎手     | 斤量 | 1着馬（2着馬） |
| ----------- | -------------- | ------------------ | -- | ------------- | ---- | ---- | ---- | ------ | -------- | ---- | -------------- |
| 2019.02.23  | ドーハ         | エミールT          | L  | 芝2400m（良） | 14   | 12   | 1着  | 2:26.1 | O.ペリエ | 57   | 不明           |
| 0000.05.05  | ケルン         | カールヤスパース賞 | G2 | 芝2400m（良） | 7    | 7    | 1着  | 2:31.6 | O.ペリエ | 57   | 不明           |
| 0000.06.30  | ハンブルク     | ハンザ大賞         | G2 | 芝2400m（良） | 6    | 3    | 1着  | 2:29.6 | O.ペリエ | 60   | 不明           |
| 0000.0８.11 | ホッペガルテン | ベルリン大賞       | G1 | 芝2400m（良） | 6    | 3    | 1着  | 2:35.1 | O.ペリエ | 60   | （コミュニケ） |

フレンチキングは、ドーハで行われたエミールトロフィー（L）にてリステッド競走（準重賞）を初勝利し、ケルンのカールヤスパース賞（G2）にて初めての重賞勝利を挙げる。その後良馬場の芝2400メートルを走り続けて、ホッペガルテンのG1ベルリン大賞で、コミュニケを1馬身離して勝利、初めてのG1タイトルを獲得し、4連勝中で凱旋門賞に参戦した。

##### オリビエ・ペリエ
オリビエ・ペリエは、フランスの騎手。凱旋門賞では、1996年のエリシオ、97年のパントレセレブル、98年のサガミックスと、2012年のソレミアと、三連覇を含む合計4勝を挙げている。

#### ヴァルトガイスト
| 出走日     | 競馬場         | 競走名                  | 格 | 距離            | 頭数 | 馬番 | 着順 | タイム | 騎手     | 斤量 | 1着馬（2着馬）   |
| ---------- | -------------- | ----------------------- | -- | --------------- | ---- | ---- | ---- | ------ | -------- | ---- | ---------------- |
| 2019.04.28 | パリロンシャン | ガネー賞                | G1 | 芝2100m（稍重） | 5    | 3    | 1着  | 2:09.0 | P.ブドー | 58   | （Study Of Man） |
| 0000.06.19 | アスコット     | プリンスオブウェールズS | G1 | 芝1990m（稍重） | 8    | 4    | 3着  | 不明   | P.ブドー | 57   | Crystal Ocean    |
| 0000.07.27 | アスコット     | KGVI&QES                | G1 | 芝2390m（稍重） | 11   | 7    | 3着  | 不明   | P.ブドー | 60   | Enable           |
| 0000.09.15 | パリロンシャン | フォワ賞                | G2 | 芝2400m（良）   | 4    | 2    | 1着  | 2:27.5 | P.ブドー | 58   | （Way to Paris） |

ヴァルトガイストは、サンクルー大賞（G1）や前哨戦のフォワ賞（G2）など重賞4連勝で臨んだ2018年の凱旋門賞は4着に終わり、その後アメリカや香港に転戦したが、5着、4着に終わった。ヨーロッパに戻りパリロンシャンで行われるガネー賞（G1）で復帰。2018年のフランスダービー優勝馬スタディオブマンを4馬身半離し優勝、G1・3勝目を挙げた。そしてプリンスオブウェールズステークス（G1）に参戦。優勝したクリスタルオーシャンから5馬身、2着のマジカルから3馬身離され3着に終わる。続いてキングジョージ6世&クイーンエリザベスステークス（G1）でも、大接戦を演じた1・2着馬エネイブルとクリスタルオーシャンから2馬身離された3着に終わる。2018年に引き続き凱旋門賞の前哨戦としてフォワ賞を選択、逃げるキセキを最後の直線で捉えてフォワ賞連覇、重賞7勝目となった。

##### ピエールシャルル・ブドー
ピエールシャルル・ブドーは、フランスの騎手。凱旋門賞は初参戦の2013年から6回の騎乗で、16年の4着（シルジャンズサガ）、18年の4着（ヴァルトガイスト） が最高着順である。

#### ガイヤース
| 出走日     | 競馬場           | 競走名       | 格 | 距離            | 頭数 | 馬番 | 着順 | タイム | 騎手         | 斤量 | 1着馬（2着馬）   |
| ---------- | ---------------- | ------------ | -- | --------------- | ---- | ---- | ---- | ------ | ------------ | ---- | ---------------- |
| 2019.04.07 | パリロンシャン   | アルクール賞 | G2 | 芝2000m（良）   | 6    | 4    | 1着  | 2:02.8 | W.ビュイック | 57   | （Soleil Marin） |
| 0000.04.28 | パリロンシャン   | ガネー賞     | G1 | 芝2100m（稍重） | 5    | 4    | 3着  | 不明   | W.ビュイック | 58   | Waldgeist        |
| 0000.09.01 | バーデンバーデン | バーデン大賞 | G1 | 芝2400m（良）   | 9    | 3    | 1着  | 2:30.0 | W.ビュイック | 60   | （Donjah）       |

ガイヤースは、イギリスの未勝利戦、マイルのG3であるオータムステークスと2連勝の中、フランスのG3プランスドランジュ賞に間を1年空け臨み、最後の直線で3馬身抜け出して優勝。重賞2勝目、3連勝とした。さらに7か月空けてアルクール賞（G2）でも後続に1馬身半差離して勝利、重賞3勝目とした。そしてG1初出走となったガネー賞ではヴァルトガイスト、スタディオブマンに先着を許す3着となり、続いていた4連勝が終了した。続いてドイツのバーデン大賞に参戦。ゲート番7番の外からのスタートになったが、先手を奪い、最後の直線で後続を離し2着に14馬身離して、G1初勝利を挙げた。この勝利を受けて、イギリス大手ブックメーカーのウィリアムヒルは、凱旋門賞でのガイヤースの単勝オッズを5番人気タイの13倍に設定し、ベットフェアも同じく単勝オッズを34倍から17倍へ切り上げた。

##### ウィリアム・ビュイック
ウィリアム･ビュイックは、イギリスの騎手。凱旋門賞は初参戦の2010年から6回の騎乗で、2012年の6着（グレートヘヴンズ）が最高着順である。

#### キセキ
| 競走日     | 競馬場         | 競走名   | 格 | 距離（馬場）  | 頭 数 | 枠 番 | 馬 番 | オッズ （人気） | 着順 | タイム （上り3F） | 着差 | 騎手       | 斤量 | 1着馬（2着馬） |
| ---------- | -------------- | -------- | -- | ------------- | ----- | ----- | ----- | --------------- | ---- | ----------------- | ---- | ---------- | ---- | -------------- |
| 2019.03.31 | 阪神           | 大阪杯   | GI | 芝2000m（良） | 14    | 4     | 6     | 004.10（2人）   | 02着 | R2:01.0（35.4）   | -0.0 | 川田将雅   | 57   | アルアイン     |
| 0000.06.23 | 阪神           | 宝塚記念 | GI | 芝2200m（良） | 12    | 1     | 1     | 003.60（1人）   | 02着 | R2:11.3（35.8）   | -0.5 | 川田将雅   | 58   | リスグラシュー |
| 0000.09.15 | パリロンシャン | フォワ賞 | G2 | 芝2400m（良） | 4     | 3     | 3     | 不明            | 03着 | R2:27.57          |      | C.スミヨン | 58   | Waldgeist      |

キセキは2017年の菊花賞優勝馬で、2018年の秋古馬三冠レースにすべて参戦し、3着、2着、5着とGI勝利は果たせなかったものの好走し、湖南牧場から吉澤ステーブルWESTに放牧された。休み明けは、招待を受けていたドバイシーマクラシック（G1）を辞退し、3月31日の大阪杯（GI）に直行することになった。単勝オッズ4.1倍の2番人気に推されたレースでは、2番手追走から最後の直線に馬場の中央に持ち出して一時は先頭に立ったが、内から追い込んで抜け出してきたアルアインにクビ差及ばず2着となった。レース後川田将雅は「すごく折り合いがよくて、最後までリズムよく走れました。何とかキセキとGIを取りたいと思っていたんですが」と振り返り、また管理する角居勝彦調教師は、「昨年の秋も頑張ってくれたが、このレースもよく頑張ってくれた」と話した。
4月14日に角居が凱旋門賞に登録したと明かした。また次走の宝塚記念の結果を見た上で遠征するかを判断する見通しで、「オーナーと相談して『とりあえず登録しましょう』となった。（前走後は）放牧に出していて順調です」とコメントした。
放牧を挟んだのち、6月23日の第60回宝塚記念(GI)に出走することになった。単勝オッズ3.6倍の1番人気に推され、先手を奪い、直線でも粘ったが、後続を2馬身離したものの、優勝したリスグラシューに3馬身及ばず2着となった。川田は「自分の競馬はしっかりやってくれました。3着以下は離しているのですが、勝ち馬が強かったです」とコメントした。
前哨戦を使うために、8月13日に栗東トレーニングセンターの検疫厩舎に移動して、輸出検疫を行い、8月20日に成田国際空港から出発。翌21日にオランダのアムステルダム空港に到着。馬運車でシャンティイに移動し、シャンティイ競馬場のギャヴァン・エルノン厩舎に現地18時25分（日本時間8月22日の1時25分）に到着した。この輸送について、角居は「無事に着いてほっとしています。まだ新しい環境に慣れなくてきょときょとしていて、長旅でちょっと細くなりましたが、すぐにふっくらすると思います。明日は様子を見て曳き運動か乗り運動をする予定です。」とコメントした。
前哨戦のフォワ賞（G2）は、これまでに凱旋門賞で2勝を挙げたベルギーのクリストフ・スミヨンに乗り替わり、また凱旋門賞もスミヨンが騎乗することが決定した。角居はフォワ賞を選択した理由について、「検疫の問題もありフォワ賞を選びました。本番と同じ馬場で目一杯走れるかを見たいですし、先行する形の多い馬ですので、コースのどこからどこまで走るのかを教えたいという面もあります」と話し、スミヨンの起用について「彼（スミヨン）はパリロンシャン競馬場を知っていて、ヨーロッパの他のジョッキーの癖も知っています。良いジョッキーを確保できましたね」と理由を話した。
9月15日、本番である凱旋門賞と同コース・同距離のフォワ賞に出走し、逃げの手を打ったが直線で伸びず、優勝したヴァルトガイストに3馬身離された3着になった。角居は、「できれば逃げる馬の後ろで控える形が良かったですね。先頭でマークされる形になって、少し力んだ分最後にちょっと弾けなかったかなという印象です。今日は負けましたが、ジョッキーにしっかりと追ってもらいましたし、また凱旋門賞に向けて頑張ります」とコメント。騎乗したスミヨンも、「交わされた後も最後まで諦めずに走っていました。休み明けだったので、次はもっと良くなると思っています。おそらくこの後雨が降ると思いますが、より柔らかい馬場はこの馬にプラスになるでしょう。凱旋門賞は最もタフなレースですし、他の強い馬も出走しますから、今年もタフなレースになると思います。この馬もより良い状態になるように願っています」と話した。

##### クリストフ・スミヨン
クリストフ・スミヨンはフランスの騎手で、凱旋門賞では2003年のダラカニ、2008年のザルカヴァと2度の優勝がある。日本馬では2012年、13年にオルフェーヴルで参戦し、共に2着になっている。

#### ブラストワンピース
| 競走日     | 競馬場 | 競走名   | 格  | 距離（馬場）  | 頭 数 | 枠 番 | 馬 番 | オッズ （人気） | 着順 | タイム （上り3F） | 着差 | 騎手     | 斤量 | 1着馬（2着馬）     |
| ---------- | ------ | -------- | --- | ------------- | ----- | ----- | ----- | --------------- | ---- | ----------------- | ---- | -------- | ---- | ------------------ |
| 2019.03.31 | 阪神   | 大阪杯   | GI  | 芝2000m（良） | 14    | 5     | 7     | 003.20（1人）   | 06着 | R2:01.3（35.3）   | -0.3 | 池添謙一 | 57   | アルアイン         |
| 0000.05.26 | 東京   | 目黒記念 | GII | 芝2500m（良） | 13    | 5     | 6     | 002.20（1人）   | 08着 | R2:29.1（35.8）   | -0.9 | 池添謙一 | 59   | ルックトゥワイス   |
| 0000.08.18 | 札幌   | 札幌記念 | GII | 芝2000m（良） | 14    | 1     | 1     | 004.70（3人）   | 01着 | R2:00.1（34.9）   | -0.0 | 川田将雅 | 57   | （サングレーザー） |

ブラストワンピースは、2018年の有馬記念を3歳馬ながら勝利しGI初勝利となったのち、ノーザンファーム天栄にて放牧され、3月31日に大阪杯から始動、1番人気に支持され、後方から徐々に進出し、直線では大外に持ち出したが6着に敗れた。騎乗した池添謙一は「うまく乗れなくて申し訳ありません」とコメントするほどであった。
4月19日にシルクホースクラブの公式ホームページにて「今後の選択肢を広げるため」に凱旋門賞に1次登録をし、凱旋門賞を見据えて、前哨戦に札幌記念になると計画した。
6月23日の宝塚記念では札幌記念との間隔が取れないため、5月26日の目黒記念（GII）に出走することとなった。クリストフ・ルメールが騎乗予定であったが、NHKマイルカップ（GI）のグランアレグリアで外側に斜行したため、5月11日から26日まで、16日間の騎乗停止となり、池添が引き続き騎乗することとなった。GI優勝馬のために負担重量59kgが課せられトップハンデとなったが、単勝オッズ2.2倍の2番人気に推された。レースでは、中団から直線で追い出しを始めたが伸びきれず8着敗退、池添は「フットワークもいい頃に比べて少し硬かったですね」とコメントした。その後、ノーザンファーム天栄に放牧された。
放牧先から函館競馬場に入厩し、当初の予定通り、凱旋門賞へのステップレースとして札幌記念を選択。鞍上は、凱旋門賞本番に騎乗してもらうことを見据えて、川田将雅が起用された。管理する大竹正博調教師が「次に予定している本番の凱旋門賞で騎乗してもらうことも見据えて、札幌記念の鞍上をオーナーサイドと検討した結果、リーディングトップの川田将雅騎手に依頼しています」とコメントしている。近々のパフォーマンスから人気が落ち、単勝オッズ4.7倍の3番人気に甘んじたが、レースでは、後方から直線の内を力強く伸び、2018年の札幌記念優勝馬サングレーザーをクビ差退け、復活の勝利を挙げた。　
凱旋門賞挑戦は「結果次第で」と発言したオーナー代表の米本昌史が「予定を立ててチャレンジしたい。素晴らしいレースをしてくれた。期待の膨らむ勝利だと思う」とコメント。また生産したノーザンファームの吉田勝己代表も「（フィエールマンと）2頭でこのまま行きます。2400mならもっと。タフなコースはもっといい」と改めて凱旋門賞に出走することを表明した。大竹は「距離も400m長くなる。競馬はしやすいのかなと思います。きょうも結構時計がかかっていた。そのなかで勝てたというのは良かった」と発言。鞍上の川田も「胸を張って、日本代表として行ければと思います」と話した。
ノーザンファーム天栄で輸出検疫を受け、9月10日に成田国際空港から出発。韓国の仁川空港を経由し、翌11日にドイツのフランクフルト空港に到着。別の便でロンドンスタンステッド空港に移動し、現地15時55分（日本時間23時55分）にニューマーケットに到着した。この輸送について、大竹は「輸送中は最初こそソワソワした素振りを見せていたようですが、飼葉や飲水は問題ありませんでした。こちらの環境はとても良いので、早く順応して、考えている調整過程を踏めればと思います」とコメントした。

##### 川田将雅
川田将雅は、2014年のハープスター（6着）、17年のサトノノブレス（16着）に続く3度目の参戦。ブラストワンピースとのコンビは、前走の札幌記念に続いて2戦目。

#### フィエールマン
| 競走日     | 競馬場 | 競走名       | 格  | 距離（馬場）  | 頭 数 | 枠 番 | 馬 番 | オッズ （人気） | 着順  | タイム （上り3F） | 着差 | 騎手        | 斤量 | 1着馬（2着馬）         |
| ---------- | ------ | ------------ | --- | ------------- | ----- | ----- | ----- | --------------- | ----- | ----------------- | ---- | ----------- | ---- | ---------------------- |
| 2019.01.20 | 中山   | AJCC         | GII | 芝2200m（良） | 11    | 4     | 4     | 001.70（1人）   | 0 2着 | R2:13.7（34.0）   | -0.0 | 0C.ルメール | 57   | シャケトラ             |
| 0000.04.28 | 京都   | 天皇賞（春） | GI  | 芝3200m（良） | 13    | 7     | 10    | 002.80（1人）   | 0 1着 | R3:15.0（34.5）   | -0.0 | 0C.ルメール | 58   | （グローリーヴェイズ） |
| 0000.08.18 | 札幌   | 札幌記念     | GII | 芝2000m（良） | 14    | 6     | 9     | 002.30（1人）   | 0 3着 | R2:00.3（34.9）   | -0.2 | 0C.ルメール | 57   | ブラストワンピース     |

フィエールマンは、2018年の菊花賞を制し、GI初勝利を挙げたのち、ノーザンファーム天栄にて放牧され、1月20日のアメリカジョッキークラブカップ（GII）で始動、熱発で順調さを欠いたが、単勝オッズ1.7倍の1番人気の支持で出走。好位追走から直線半ばで先頭に立った7番人気のシャケトラの直後から抜け出しを図ったが、シャケトラをアタマ差届かず2着となった。騎乗したクリストフ・ルメールは、「仕方がない。勝った馬の後ろで完璧なレースができたし、直線もリラックスしてよく伸びたけど。休み明けだったし、3000ｍを使った後でちょっと距離も短かった。」と振り返った。
4月19日に管理する手塚貴久調教師が、「（凱旋門賞に）登録しました」と公表した。しかし凱旋門賞に挑戦するか否かは天皇賞（春）の結果次第となる見込みとされた。
ノーザンファーム天栄で放牧されたのち、4月28日の天皇賞（春）（GI）に直行することになった。単勝オッズ2.8倍の1番人気の支持を受けた。レースでは、中団から最終コーナーで先頭に立ち、6番人気グローリーヴェイズと併せ馬の格好となったが、グローリーヴェイズにクビ差先着し、菊花賞に続くGI2勝目となった。所有するサンデーレーシングのオーナー代表、吉田俊介は今後について「レースごとの消耗が激しいタイプで目標を立てにくい。宝塚記念は目標にせず、もっと先になるかな」とし、凱旋門賞について「体もあるし、フランスの馬場もこなせそう。様子を見てから、プランを立てたい」とコメントした。ルメールも「レースごとに強くなります。次も楽しみ。凱旋門賞に行ったらチャンスあると思います」と評価した。
レース後ノーザンファーム天栄に放牧され、函館競馬場に入厩してステップレースとして札幌記念（GII）に出走した。GI優勝馬4頭が出走するメンバーのなかであったが、単勝オッズ2.3倍の1番人気に支持された。レースでは、最後の直線で大外から上がり3ハロン34秒9脚繰り出したが、1着のブラストワンピースに、クビと1馬身届かない3着となった。ルメールは「いい競馬。コースは（小回りで）きついし、距離も短い。反応が遅かったが、直線は頑張った」と振り返り、手塚は「全然悪い内容じゃない。あれで差し切っていたら、能力は二枚上ということ。2着馬（サングレーザー）は札幌が得意な馬で、コース形態で分が悪かった。ブラスト（ブラストワンピース）と2頭で（凱旋門賞へ）行ければ」とコメントした。
ノーザンファーム天栄で輸出検疫を受け、9月10日に成田国際空港から出発。韓国の仁川空港を経由し、翌11日にドイツのフランクフルト空港に到着。別の便でイギリスのロンドンスタンステッド空港に移動し、現地15時55分（日本時間23時55分）にニューマーケットに到着した。この輸送について、手塚は「初めての飛行機の輸送だったので、どうかなと思っていましたが、思ったよりも元気だったので安心しました。すぐに飼葉も食べていたし、体も細く見えなかったので第一関門はクリアできたかなという印象です。」とコメントした。

##### クリストフ・ルメール
クリストフ・ルメールはフランス所属時、サンクルー大賞典を勝利したプライドで2006年の凱旋門賞に臨み2着。JRA移籍後は、2016年のマカヒキで14着、17年にサトノダイヤモンドで15着となっている。

#### ナガノゴールド
| 出走日     | 競馬場         | 競走名           | 格 | 距離          | 頭数 | 馬番 | 着順 | タイム | 着差 | 騎手           | 斤量[kg] | 1着馬（2着馬） |
| ---------- | -------------- | ---------------- | -- | ------------- | ---- | ---- | ---- | ------ | ---- | -------------- | -------- | -------------- |
| 2019.04.14 | パリロンシャン | ロートシーモア賞 | L  | 芝2400m（良） | 11   | 4    | 1着  | 2:31:4 | 不明 | M.バルザローナ | 58.5     | （Funny Kid）  |
| 0000.05.04 | パリロンシャン | エドゥヴィル賞   | G3 | 芝2400m（重） | 8    | 7    | 3着  | 不明   | 不明 | G.ブノワ       | 57       | Petit Fils     |
| 0000.06.22 | アスコット     | ハードウィックS  | G2 | 芝2390m（良） | 8    | 6    | 2着  | 不明   | 不明 | C.スミヨン     | 57.5     | デフォー       |
| 0000.08.25 | ドーヴィル     | ドーヴィル大賞典 | G2 | 芝2500m（良） | 8    | 4    | 3着  | 不明   | 不明 | C.スミヨン     | 59       | ジヤード       |

ナガノゴールドは、タタソールズ当歳セールで約50万円で競り落とされている。馬名の由来は、1998年の長野冬季オリンピック、男子アイスホッケー金メダルのチェコ代表を記念したものである。2016年の9月4日にチェコ競馬でデビュー。2018年7月17日のヴィシー競馬場で、ユベールバグノードピュシェッス賞でリステッド競走初勝利した。その後もG2を2回連続で4着となり、パリロンシャンのリステッド競走、ロードシーモア賞を勝利した。エドゥヴィル賞（G3）で3着を挟み、続いてロイヤルアスコット開催の最終日に行われたハードウィックステークス（G2）では最低人気ながらコロネーションカップを制したデフォーに半馬身差まで迫り、かつ5着となった2018年のイギリスダービーを優勝したマサーを抜き去り2着となった。その後ドーヴィル大賞典（G2）で3着となった。

##### ミカエル・バルザローナ
ミカエル・バルザローナは、フランスの騎手。凱旋門賞は7回騎乗している。2017年には、クロスオブスターズに騎乗し、2着に入る。

#### エネイブル
| 出走日     | 競馬場     | 競走名               | 格 | 距離          | 頭数 | 馬番 | 着順 | タイム | 着差     | 騎手         | 斤量[kg] | 1着馬（2着馬）    |
| ---------- | ---------- | -------------------- | -- | ------------- | ---- | ---- | ---- | ------ | -------- | ------------ | -------- | ----------------- |
| 2019.07.06 | サンダウン | エクリプスS          | G1 | 芝1990m（良） | 8    | 6    | 1着  | 2:04.7 | 3/4馬身  | L.デットーリ | 59       | （Magical）       |
| 0000.07.27 | アスコット | KGVI&QES             | G1 | 芝2390m（稍） | 11   | 8    | 1着  | 2:32.4 | クビ     | L.デットーリ | 59       | （Crystal Ocean） |
| 0000.08.22 | ヨーク     | ヨークシャーオークス | G1 | 芝2400m（良） | 4    | 1    | 1着  | 2:29.9 | 2馬身3/4 | L.デットーリ | 60       | （Magical）       |

エネイブル はイギリスの5歳牝馬で、2018年に凱旋門賞を制覇して、2か所の異なる競馬場での開催 ながら史上7頭目の2連覇 を達成。その後ブリーダーズカップ・ターフ（BCターフ）（G1）に出走、マジカルとの叩き合いを3/4馬身退け勝利、同じ年の凱旋門賞とBCターフを同時に制覇した史上初の歴史的な連勝となった。イギリスに戻り、エクリプスステークス 勝利、2017年と同じローテーションでキングジョージ6世&クイーンエリザベスステークス（G1）、ヨークシャーオークス（G1）に出走。キングジョージ6世&クイーンエリザベスSでは、最後の直線をすべて使ってクリスタルオーシャンとの競り合いをクビ差制して優勝。イギリスの英国放送協会（BBC）は「伝説的死闘（epic duel）」と評するほどのレースで、さらにヨークシャーオークスでは2017年の7月以降から続く12連勝、G1競走10勝を達成した。

##### ランフランコ・デットーリ
ランフランコ・デットーリは、凱旋門賞の最多勝利記録を保持し、1995年のラムタラ、2001年のサキー、02年のマリエンバード、15年のゴールデンホーン、2017年、18年の2連覇中のエネイブルの計6勝を挙げている。

#### マジカル
| 出走日     | 競馬場         | 競走名                  | 格 | 距離            | 頭数 | 馬番 | 着順 | タイム | 着差     | 騎手     | 斤量 | 1着馬（2着馬）       |
| ---------- | -------------- | ----------------------- | -- | --------------- | ---- | ---- | ---- | ------ | -------- | -------- | ---- | -------------------- |
| 2019.04.13 | ナース         | アレッジドS             | G3 | 芝2000m（稍重） | 8    | 4    | 1着  | 2:13.8 | 4馬身1/2 | R.ムーア | 59.5 | （Flag Of Honour）   |
| 0000.05.06 | カラ           | ムーアズブリッジS       | G2 | 芝2000m（稍重） | 4    | 3    | 1着  | 2:12:1 | 1馬身1/2 | R.ムーア | 58.5 | （Flag Of Honour）   |
| 0000.05.26 | カラ           | タタソールズGC          | G1 | 芝2100m（良）   | 5    | 5    | 1着  | 2:13.8 | 7馬身    | R.ムーア | 57   | （Flag Of Honour）   |
| 0000.06.19 | アスコット     | プリンスオブウェールズS | G1 | 芝1990m（稍重） | 8    | 7    | 2着  | 不明   | 1馬身1/4 | R.ムーア | 55.5 | Crystal Ocean        |
| 0000.07.06 | サンダウン     | エクリプスS             | G1 | 芝1990m（良）   | 8    | 7    | 2着  | 不明   | 3/4馬身  | R.ムーア | 59   | Enable               |
| 0000.08.22 | ヨーク         | ヨークシャーオークス    | G1 | 芝2400m（良）   | 4    | 3    | 2着  | 不明   | 2馬身3/4 | R.ムーア | 60   | Enable               |
| 0000.09.14 | レパーズタウン | 愛チャンピオンS         | G1 | 芝2000m（良）   | 8    | 5    | 1着  | 2:06.4 | 2馬身    | R.ムーア | 59   | （Anthony Van Dyck） |

マジカル は、アイルランドの4歳牝馬である。2018年の凱旋門賞を10着惨敗ののち、イギリスのブリティッシュ・チャンピオンズ・フィリーズ&メアズステークス（G1）、タタソールズゴールドカップ（G1）を勝利する。その後プリンスオブウェールズステークス（G1）でクリスタルオーシャンに敗れ2着、エクリプスステークス、ヨークシャーオークスではそれぞれエネイブルに敗れて、どちらも2着。前走では、アイリッシュチャンピオンステークス（G1）に出走、日本調教馬のディアドラも出走したがそれらを制してG1を3勝目とした。前年の凱旋門賞10着敗退以降は、出走したレースで連対を外さないパフォーマンスを披露している。

##### ドナカ・オブライエン
ドナカ・オブライエンはアイルランドの騎手。凱旋門賞は2回の参戦で、2018年はカプリで5着。2017年のオーダーオブセントジョージで4着である。

#### ジャパン
| 出走日     | 競馬場         | 競走名                        | 格 | 距離          | 頭数 | 馬番 | 着順 | タイム | 着差     | 騎手       | 斤量 | 1着馬（2着馬）       |
| ---------- | -------------- | ----------------------------- | -- | ------------- | ---- | ---- | ---- | ------ | -------- | ---------- | ---- | -------------------- |
| 2019.05.16 | ヨーク         | ダンテステークス              | G2 | 芝2100m（良） | 8    | 2    | 4着  | 不明   | 5馬身3/4 | R.ムーア   | 57   | Telecaster           |
| 0000.06.01 | エプソム       | 英ダービー                    | G1 | 芝2410m（良） | 13   | 7    | 3着  | 不明   | 1/2馬身  | W.ローダン | 57   | （Anthony Van Dyck） |
| 0000.06.21 | アスコット     | キングエドワード7世ステークス | G2 | 芝2390m（稍） | 8    | 5    | 1着  | 2:29.1 | 4馬身1/2 | R.ムーア   | 57   | （Bangkok）          |
| 0000.07.14 | パリロンシャン | パリ大賞典                    | G1 | 芝2400m（稍） | 8    | 3    | 1着  | 2:27.0 | 1/2馬身  | R.ムーア   | 58   | （Slalom）           |
| 0000.08.21 | ヨーク         | インターナショナルステークス  | G1 | 芝2050m（良） | 9    | 8    | 1着  | 2:07.7 | アタマ   | R.ムーア   | 56.5 | （Crystal Ocean）    |

ジャパンは、凱旋門賞と同条件のパリロンシャン競馬場の芝12ハロン（約2414m）2着のG1、パリ大賞典でG1初勝利 ののち、イギリスのインターナショナルステークス（G1）に出走、前走のヨークシャーオークスでは、エネイブルと接戦ながら2着に終わったクリスタルオーシャンを退けて勝利。3連勝かつG1、2勝目となった。

##### ライアン・ムーア
ライアン・ムーアは、2010年のワークフォース、2016年のファウンドで2度制している。

#### ソフトライト
| 出走日     | 競馬場         | 競走名           | 格 | 距離           | 頭数 | 馬番 | 着順 | 騎手       | 斤量 |
| ---------- | -------------- | ---------------- | -- | -------------- | ---- | ---- | ---- | ---------- | ---- |
| 2019.03.16 | トゥールーズ   | 条件戦           |    | 芝2000m（良）  | 6    | 5    | 3着  | C.スミヨン | 56.5 |
| 0000.04.14 | パリロンシャン | ノアイユ賞       | G3 | 芝2100m（良）  | 8    | 5    | 5着  | C.スミヨン | 58   |
| 0000.05.04 | パリロンシャン | ラヴル賞         | L  | 芝2400ｍ（重） | 6    | 4    | 2着  | C.デムーロ | 58   |
| 0000.06.16 | シャンティイ   | オカール賞       | G2 | 芝2400ｍ（稍） | 5    | 5    | 2着  | C.デムーロ | 58   |
| 0000.07.14 | パリロンシャン | パリ大賞         | G1 | 芝2400ｍ（稍） | 8    | 7    | 5着  | C.デムーロ | 58   |
| 0000.08.25 | ドーウィル     | ドーヴィル大賞典 | G2 | 芝2500ｍ（良） | 8    | 8    | 2着  | C.デムーロ | 55   |

ソフトライトは、フランスの3歳馬で、重賞、準重賞ともに勝利がないが、G2で2着3回の実績がある。凱旋門賞には、追加登録料を払って参戦。

##### 武豊
| 開催年 | 馬名               | 調教師               | 着順            | 出典    |
| ------ | ------------------ | -------------------- | --------------- | ------- |
| 1994年 | ホワイトマズル     | P.チャップルハイアム | 06着            | [ 136 ] |
| 2001年 | サガシティ         | A.ファーブル         | 03着            | [ 136 ] |
| 2006年 | ディープインパクト | 池江泰郎             | 失格（3位入線） | [ 137 ] |
| 2008年 | メイショウサムソン | 高橋成忠             | 10着            | [ 138 ] |
| 2010年 | ヴィクトワールピサ | 角居勝彦             | 07着（8位入線） | [ 139 ] |
| 2013年 | キズナ             | 佐々木晶三           | 04着            | [ 140 ] |
| 2018年 | クリンチャー       | 宮本博               | 17着            | [ 141 ] |

武豊は8月21日、アイルランドのエイダン・オブライエン厩舎所属で2019年のダービーステークス（G1）で4着の実績がある3歳の牡馬ブルームの騎乗依頼を受け、参戦することが決定した。武豊は「すごい話をいただいた。ビッグオファー。エイダン・オブライエン厩舎の馬に乗れるのもなかなかない。光栄です」と話した。外国調教馬に騎乗しての凱旋門賞参戦は1994年ホワイトマズル（6着）、2001年サガシティ（3着）に続き3度目となるはずであった。結果次第では、その後11月24日に東京競馬場で行われるジャパンカップに参戦予定で、その騎乗依頼も受けていた。9月23日、ブルームが体調不良のため、凱旋門賞を回避することになった。武豊は、「騎乗するのを楽しみにしていたので、大変残念です。マルセルブーサック賞（G1）にサヴァラン号に騎乗する予定ですので、いい結果が出せるように頑張ります」と、凱旋門賞と同日に行われる芝1600mの2歳牝馬限定のG1、マルセルブーサック賞で、デビューから2連勝で参戦のディープインパクト産駒のサヴァランの騎乗も控えているためフランスに渡航することになった。
しかし、フランスのジャン＝クロード・ルジェ厩舎所属でフランスのオカール賞（G2）、ドーヴィル大賞典（G2）でそれぞれ2着に入り、ジャパンが制したパリ大賞（G1）で5着に入る実績を持ち、追加登録料12万ユーロ（約1400万円）を支払って出走する3歳牡馬ソフトライト で凱旋門賞に参戦することが改めて決定した。

#### ソットサス
| 出走日     | 競馬場         | 競走名           | 格 | 距離           | 頭数 | 馬番 | 着順 | タイム | 着差     | 騎手       | 斤量 | 1着馬（2着馬）     |
| ---------- | -------------- | ---------------- | -- | -------------- | ---- | ---- | ---- | ------ | -------- | ---------- | ---- | ------------------ |
| 2019.04.07 | パリロンシャン | ラフォルス賞     | G3 | 芝1800m（良）  | 7    | 7    | 5着  | 不明   | 2馬身3/4 | C.スミヨン | 58   | Shaman             |
| 0000.05.02 | シャンティイ   | シュレンヌ賞     | L  | 芝2000m（重）  | 6    | 6    | 1着  | 2:06:0 | 6馬身1/2 | C.スミヨン | 58   | （Battle Of Toro） |
| 0000.06.02 | シャンティイ   | ジョッケクルブ賞 | G1 | 芝2100ｍ（良） | 15   | 14   | 1着  | 2:02:9 | 2馬身    | C.デムーロ | 58.5 | （Persian King）   |
| 0000.09.15 | パリロンシャン | ニエル賞         | G2 | 芝2400m（良）  | 5    | 3    | 1着  | 2:27.4 | 1馬身1/4 | C.デムーロ | 58   | （Mutamakina）     |

ソットサスは、フランスの3歳牡馬で、2019年のフランスダービーをコースレコードで優勝した。前哨戦として3歳限定のニエル賞（G2）に参戦。2着の馬に1馬身1/4差をつけて優勝した。

##### クリスチャン・デムーロ
クリスチャン・デムーロは、2018年の凱旋門賞では、ヌフボスクに騎乗し18着になっていた。ソットサスで自身4回目の挑戦となる。

### 出走を見送った競走馬

#### 登録をしたが出走を見送った競走馬
5月16日、日本中央競馬会（JRA）は2019年10月6日に行われる凱旋門賞に登録した日本馬を公表した。

##### サートゥルナーリア
| 競走日     | 競馬場 | 競走名     | 格  | 距離（馬場）  | 頭 数 | 枠 番 | 馬 番 | オッズ （人気） | 着順 | タイム （上がり3F） | 着差 | 騎手        | 斤量 [kg] | 1着馬（2着馬）   |
| ---------- | ------ | ---------- | --- | ------------- | ----- | ----- | ----- | --------------- | ---- | ------------------- | ---- | ----------- | --------- | ---------------- |
| 2019.04.14 | 中山   | 皐月賞     | GI  | 芝2000m（良） | 18    | 6     | 12    | 001.70（1人）   | 01着 | R1:58.1（34.1）     | -0.2 | 0C.ルメール | 57        | （ヴェロックス） |
| 0000.05.26 | 東京   | 東京優駿   | GI  | 芝2400m（良） | 18    | 3     | 6     | 001.60（1人）   | 04着 | R2:23.1（34.1）     | -0.5 | 0D.レーン   | 57        | ロジャーバローズ |
| 0000.09.22 | 阪神   | 神戸新聞杯 | GII | 芝2400m（良） | 8     | 3     | 3     | 001.40（1人）   | 01着 | R2:26.8（32.3）     | -0.5 | 0C.ルメール | 56        | （ヴェロックス） |

サートゥルナーリアは、第86回東京優駿（日本ダービー）（GI）で4着となり、オーナーでキャロットファーム社長の秋田博章が「テンションも上がってしまったし、今の状態で3歳の秋に遠征することはできない。外を回ってしまったからなのか、距離なのか、敗因も断定できていないので」という理由で、遠征を断念した。

##### ノーワン
| 競走日     | 競馬場 | 競走名          | 格  | 距離（馬場）  | 頭 数 | 枠 番 | 馬 番 | オッズ （人気） | 着順 | タイム （上がり3F） | 着差  | 騎手      | 斤量 [kg] | 1着馬（2着馬）     |
| ---------- | ------ | --------------- | --- | ------------- | ----- | ----- | ----- | --------------- | ---- | ------------------- | ----- | --------- | --------- | ------------------ |
| 2019.01.20 | 京都   | 3歳未勝利       |     | 芝1600m（稍） | 16    | 3     | 5     | 003.20（1人）   | 03着 | R1:37.2（36.0）     | -0.6  | 0浜中俊   | 54        | シトラスノート     |
| 0000.02.03 | 京都   | 3歳未勝利       |     | 芝1600m（良） | 12    | 7     | 9     | 006.90（4人）   | 01着 | R1:36.8（34.3）     | -0.2  | 0池添謙一 | 54        | （モズハチキン）   |
| 0000.03.10 | 阪神   | フィリーズR     | GII | 芝1400m（稍） | 18    | 1     | 1     | 046.3（12人）   | 01着 | R1.22.0（34.5）     | -同着 | 0坂井瑠星 | 54        | プールヴィル       |
| 0000.04.07 | 阪神   | 桜花賞          | GI  | 芝1600m（良） | 18    | 6     | 12    | 071.3（12人）   | 11着 | R1.34.2（34.0）     | -1.5  | 0坂井瑠星 | 55        | グランアレグリア   |
| 0000.05.19 | 東京   | 優駿牝馬        | GI  | 芝2400m（良） | 18    | 7     | 15    | 183.0（15人）   | 18着 | R2.26.7（38.2）     | -3.9  | 0坂井瑠星 | 55        | ラヴズオンリーユー |
| 0000.09.29 | 中山   | スプリンターズS | GI  | 芝1200m（良） | 16    | 3     | 6     | 195.9（14人）   | 08着 | R1.07.8（33.9）     | -0.7  | 0内田博幸 | 53        | タワーオブロンドン |

ノーワンは、2019年の桜花賞トライアル競走であるフィリーズレビュー（GII）で重賞初制覇となり、桜花賞（GI）で11着になった後、所有するニューワールドレーシングクラブは公式ホームページにて「高速馬場ではどうしても切れ負けしてしまうという点、スタミナが問われるレースに適性を見せていることと、血統的にも馬体的にも2400mという距離にも適性があるのではないかという判断」をし、登録をした。また「凱旋門賞は選択肢の一つで、オークスの内容や馬の状態を見極めた上で、今後のプランを考えていく」としていた。
優駿牝馬（オークス）（GI）では18着と敗退したため、凱旋門賞を断念した。

##### リオンリオン
| 競走日     | 競馬場 | 競走名           | 格  | 距離（馬場）  | 頭 数 | 枠 番 | 馬 番 | オッズ （人気） | 着順 | タイム （上がり3F） | 着差 | 騎手     | 斤量 [kg] | 1着馬（2着馬）         |
| ---------- | ------ | ---------------- | --- | ------------- | ----- | ----- | ----- | --------------- | ---- | ------------------- | ---- | -------- | --------- | ---------------------- |
| 2019.01.19 | 京都   | 若駒S            | L   | 芝2000m（良） | 8     | 2     | 2     | 020.90（5人）   | 05着 | R2:01.6（34.9）     | -0.9 | 福永祐一 | 56        | ヴェロックス           |
| 0000.02.23 | 中山   | 水仙賞           |     | 芝2200m（良） | 11    | 8     | 10    | 008.20（5人）   | 03着 | R2:12.7（36.7）     | -0.2 | 横山典弘 | 56        | アドマイヤスコール     |
| 0000.03.24 | 中京   | 大寒桜賞         |     | 芝2200m（良） | 10    | 6     | 6     | 007.60（4人）   | 01着 | R2:15.3（34.2）     | -0.2 | 横山典弘 | 56        | （ルヴォルグ）         |
| 0000.04.27 | 東京   | 青葉賞           | GII | 芝2400m（稍） | 16    | 1     | 2     | 010.50（5人）   | 01着 | R2:25.0（36.3）     | -0.0 | 横山典弘 | 56        | （ランフォザローゼス） |
| 0000.05.26 | 東京   | 東京優駿         | GI  | 芝2400m（良） | 18    | 7     | 15    | 053.20（6人）   | 15着 | R2:25.0（38.3）     | -2.4 | 横山武史 | 57        | ロジャーバローズ       |
| 0000.09.16 | 中山   | セントライト記念 | GII | 芝2200m（重） | 18    | 4     | 8     | 005.30（1人）   | 01着 | R2:11.5（35.6）     | -0.3 | 横山典弘 | 56        | （サトノルークス）     |

リオンリオンは、4月27日の青葉賞（GII）で重賞初制覇し、第86回東京優駿（日本ダービー）に出走、15着に敗退した。秋は国内路線を選択し、秋初戦にセントライト記念（GII）を選択し重賞2勝目を挙げた。

##### ロジャーバローズ
| 競走日     | 競馬場 | 競走名      | 格  | 距離（馬場）  | 頭 数 | 枠 番 | 馬 番 | オッズ （人気） | 着順 | タイム （上がり3F） | 着差 | 騎手      | 斤量 [kg] | 1着馬（2着馬）         |
| ---------- | ------ | ----------- | --- | ------------- | ----- | ----- | ----- | --------------- | ---- | ------------------- | ---- | --------- | --------- | ---------------------- |
| 2019.01.05 | 京都   | 福寿草特別  |     | 芝2000m（良） | 6     | 4     | 4     | 002.30（1人）   | 01着 | R2:02.4（35.6）     | -0.3 | 0松山弘平 | 56        | （ハギノアップロード） |
| 0000.03.17 | 中山   | スプリングS | GII | 芝1800m（良） | 16    | 8     | 15    | 005.10（2人）   | 07着 | R1:48.2（35.4）     | -0.4 | 0川田将雅 | 56        | エメラルファイト       |
| 0000.05.04 | 京都   | 京都新聞杯  | GII | 芝2200m（良） | 14    | 3     | 3     | 005.20（2人）   | 02着 | R2:11.9（35.3）     | -0.0 | 0浜中俊   | 56        | レッドジェニアル       |
| 0000.05.26 | 東京   | 東京優駿    | GI  | 芝2400m（良） | 18    | 1     | 1     | 093.1（12人）   | 01着 | R2:22.6（35.1）     | -0.0 | 0浜中俊   | 57        | ダノンキングリー       |

ロジャーバローズは、第86回東京優駿（日本ダービー）で優勝し、同じ馬主、同じ厩舎 のキセキと凱旋門賞に挑戦することになった。8月20日に出国し現地の前哨戦のニエル賞（G2）を使う計画があったが、屈腱炎のため引退し種牡馬となった。

#### 登録を見送った競走馬

##### アーモンドアイ
| 競走日     | 競馬場   | 競走名       | 格 | 距離（馬場）  | 頭 数 | 枠 番 | 馬 番 | オッズ （人気） | 着順 | タイム （上がり3F） | 着差  | 騎手       | 斤量 [kg] | 1着馬（2着馬）   |
| ---------- | -------- | ------------ | -- | ------------- | ----- | ----- | ----- | --------------- | ---- | ------------------- | ----- | ---------- | --------- | ---------------- |
| 2019.03.30 | メイダン | ドバイターフ | G1 | 芝1800m（良） | 13    | -     | 7     | 001.20（1人）   | 01着 | R1:46.78（計不）    | -1.25 | C.ルメール | 55        | （Vivlos）       |
| 0000.06.02 | 東京     | 安田記念     | GI | 芝1600m（良） | 16    | 7     | 14    | 001.70（1人）   | 03着 | R1:30.9（32.4）     | -0.0  | C.ルメール | 56        | インディチャンプ |

アーモンドアイは、2018年に牝馬三冠競走（桜花賞、優駿牝馬、秋華賞）とジャパンカップを制しGI4勝を挙げた。第38回ジャパンカップ（GI）では当時の芝の2400メートルの世界レコードを更新する走りで優勝した。そのためイギリスの大手ブックメーカー「bet365」が行う2019年の凱旋門賞の長期前売りのオッズが、レース前までの21倍から9倍となり、エネイブル、シーオブクラスに次ぐ3番人気に評価された。レース後のインタビューで騎乗したルメールは、「（凱旋門賞に）行かなければならない馬だと思っています」と語り、また、海外の記者から「この馬は、凱旋門賞を初めて勝つ日本馬になると思うか?」との質問に、「YES!」と即答した。管理する国枝栄調教師は「エネイブルと一緒にレースをしてみたい」と発言、国枝は4歳（2019年）の最終目標は、「日本馬として史上初の凱旋門賞制覇」であり、「日本の競馬界が長年願ってきた凱旋門賞制覇をなんとか、この馬でかなえたい」と願っていた。2019年の初戦は初の海外遠征となったドバイターフ（G1）を選択した。JRA発売の単勝オッズは1.2倍の断然の1番人気、イギリスやアイルランドの正規ブックメーカー3社の単勝オッズでも2倍台の1番人気に支持された。レースでは、直線で追い出され、残り300mで先頭に立つと、そのまま後続の追撃も封じ優勝。GI5勝目となり、初の海外G1勝利となった。
4月2日に帰国し、競馬学校での検疫後、4月8日にノーザンファーム天栄に移動し、着地検疫をしていた。しかし4月17日、所有するシルクレーシングの公式ホームページにて、「凱旋門賞登録の見送りについて」という文書を公表し、「ドバイ遠征における新たな環境への対応・レース後の様子・長距離輸送での体調の変化などを精査した結果、凱旋門賞への挑戦はこれまでの本馬の経験上、コース・距離・斤量、そして初めての環境と全てがタフな条件となることから、環境適応力・レースそのものの本馬への負荷・ レース後のケア環境・長距離輸送などの条件を鑑みますと、『ベストのレース選択ではない』」と判断し、凱旋門賞に登録を行わなかったと発表した。また当初は凱旋門賞参戦に前向きだった国枝も、「秋華賞でもそうだったが、前走後も軽い熱中症のような症状が見られ、しっかりとケアしなければならなかった。そういったレース後の状況や斤量面、馬場などを総合的に判断しての決断です」と登録見送りの理由を語った。即日イギリスの大手ブックメーカーのウィリアムヒルは凱旋門賞の長期前売りのオッズを修正し、単勝オッズ5.0倍でエネイブルと並ぶ1番人気に推されていたが、アーモンドアイの名前はオッズリストから削除された。その後第69回安田記念に出走したが、不利もあり3着に終わった。

##### ディアドラ
| 競走日     | 競馬場         | 競走名          | 格  | 距離（馬場）  | 頭 数 | 枠 番 | 馬 番 | オッズ （人気） | 着順 | タイム （上がり3F） | 着差  | 騎手         | 斤量 [kg] | 1着馬（2着馬） |
| ---------- | -------------- | --------------- | --- | ------------- | ----- | ----- | ----- | --------------- | ---- | ------------------- | ----- | ------------ | --------- | -------------- |
| 2019.02.24 | 中山           | 中山記念        | GII | 芝1800m（良） | 11    | 5     | 5     | 002.60（1人）   | 06着 | R1:46.1（33.8）     | -0.6  | C.ルメール   | 54        | ウインブライト |
| 0000.03.30 | メイダン       | ドバイターフ    | G1  | 芝1800m（良） | 13    | 3     | 3     |                 | 04着 |                     |       | J.モレイラ   | 55        | Almond Eye     |
| 0000.04.28 | 沙田           | QE2世C          | G1  | 芝2000m（良） | 13    | 5     | 13    | 021.00（9人）   | 06着 | R1:59.49            | -0.68 | 武豊         | 55.5      | Win Bright     |
| 0000.06.19 | アスコット     | POWS            | G1  | 芝1990m（稍） | 8     | 3     | 6     | 034.00（7人）   | 06着 | R2:12.67            | -2.42 | 武豊         | 55.5      | Crystal Ocean  |
| 0000.08.01 | グッドウッド   | ナッソーS       | G1  | 芝1980m（良） | 9     | 4     | 1     | 021.00（7人）   | 01着 | R2:02.93            | -0.21 | O.マーフィー | 60        | （Mehdaayih）  |
| 0000.09.14 | レパーズタウン | 愛チャンピオンS | G1  | 芝2000m（良） | 8     | 6     | 3     | 012.00（5人）   | 04着 |                     |       | O.マーフィー | 59        | Magical        |

ディアドラは2017年の秋華賞（GI）勝ち馬で、2018年は香港カップ（G1）で2着になった後、中山記念（GII）で始動したが、硬い馬場に苦戦し6着、騎乗したクリストフ・ルメールは「この速いペースで、彼女の瞬発力を使えなかった。ハービンジャーの子だから、もう少し柔らかい馬場の方がいい」と話した。
その後、招待を受けたドバイターフにジョアン・モレイラを鞍上に据え出走。直線で内から外に持ち出し伸びたが、日本勢のアーモンドアイやヴィブロスらには届かず4着となった。管理する橋田満調教師は「内枠で辛抱してくれたが、内から外に出すのに時間がかかって、出した時点で後方でした。そこから頑張ってよく伸びてくれた。勝った馬が強かった」と語り、モレイラは、「レース前も落ち着いていました。スタートも良く出て、最後も良い脚を使っているのですが、前の馬が止まりませんでした。距離は2000メートルの方が合っていると思います」と振り返った。
そして日本に帰らずに、香港に渡り、クイーンエリザベス2世カップ（G1）に武豊とともに参戦。先行した日本調教馬ウインブライトが優勝する中、後方から追い込んだが6着敗退となった。武は「馬の状態はよかった。パドックも返し馬も雰囲気はよかった。ある程度覚悟はしていたが、スタートが早くないので、後ろになるかと思っていた。道中の雰囲気は悪くなかったが、シャティンで1分58秒台の勝ち時計になるとは、この馬は少し時計がかかる馬場の方がいいですから。ディアドラは残念な結果だった」と語った。
香港からイギリスに渡り、6月19日プリンスオブウェールズステークス（G1）に出走、当日のアスコット競馬場は土砂降りでタフな馬場コンディションとなり、それが影響し、8頭立ての6着に沈んだ。武は、「率直な印象は、タフなレースでした。ちょっと前から大雨になってしまって。（道悪を）こなせる馬かなと思ったけど、ちょっと降りすぎた。馬は頑張っていましたけど、最後は力尽きました」と語った。
イギリスに残り、8月1日にグッドウッド競馬場で行われる牝馬限定のG1ナッソーステークスに出走した。直線で最も内側から進出し、前の馬をまとめて差し切り優勝した。橋田は「ニューマーケットでの調教でイギリスの馬場に合うよう仕上げることができ、騎手が理想通り運んでくれたことで勝利を収めることができました」と勝利を振り返った。
続いてアイルランドに渡り、9月14日レパーズタウン競馬場で、アイリッシュチャンピオンステークス（G1）に出走した。直線で前方の馬に進路をふさがれ、進路を大外に切り替えて追い込んだものの、先頭のマジカルには届かず4着となった。橋田は、「4コーナーを回って、前があかなかったですね。外に切り返すぶん遅れてしまって。最後に差を詰めているんですけどね。負けはしましたが、いい競馬をしていますから、状態を見て次のレースを考えていきたいと思います。通用する感触はつかめました」と振り返った。レース後、この後は10月6日の凱旋門賞（G1）、10月19日のイギリスチャンピオンステークス（G1）、ブリティッシュ・チャンピオンズ・フィリーズ&メアズステークス（G1）が次走の候補になると示し、凱旋門賞については、追加登録料12万ユーロ（当時約1416万円）が必要なことから、「オーナーにとって大きな決断になる」とし、「週末にパリロンシャンの馬場を視察するかもしれない」と発言し凱旋門賞も選択肢にあると示した。しかし、凱旋門賞について橋田満は、「凱旋門賞だとレース間隔が短くなる。距離などいろいろなことを考えて決めました」と判断し、凱旋門賞を回避、イギリスチャンピオンステークスへ向かうことが決定した。

## メディア中継体制

### 日本

#### テレビ
フジテレビ系列26局ネット
「Mr.サンデー×S-PARK　超合体SP」
- 10月6日　21時00分から24時34分
- ゲスト:福永祐一
- 現地実況：福原直英（アナウンス室副部長）

グリーンチャンネル
「2019凱旋門賞中継」
- 10月6日　21時00分から24時00分
- 進行：大澤幹朗、田中歩
- スタジオ解説：山下優（競友）
- ゲスト：蛯名正義
- 現地実況：中野雷太（ラジオNIKKEIスポーツ情報部長）
- 現地解説：合田直弘

#### ラジオ
ラジオNIKKEI第1
「凱旋門賞実況中継」
- 10月6日　22時30分から23時30分
- 解説：成田幸穂（サラブレッド血統センター）、荒井敏彦（東京スポーツ）

## レース施行前の状況

### 主な前走の結果
| 施行日  | 国           | 競馬場           | レース名             | 条件    | 格  | 着順 | 競走馬名           | 英名           | 出典    |
| ------- | ------------ | ---------------- | -------------------- | ------- | --- | ---- | ------------------ | -------------- | ------- |
| 8月11日 | ドイツ       | ホッペガルテン   | ベルリン大賞         | 芝2400m | G1  | 1着  | フレンチキング     | French King    | [ 204 ] |
| 8月18日 | 日本         | 札幌             | 札幌記念             | 芝2000m | GII | 1着  | ブラストワンピース | Blast Onepiece | [ 205 ] |
| 8月18日 | 日本         | 札幌             | 札幌記念             | 芝2000m | GII | 3着  | フィエールマン     | Fierement      | [ 205 ] |
| 8月21日 | イギリス     | ヨーク           | インターナショナルS  | 芝2050m | G1  | 1着  | ジャパン           | Japan          | [ 206 ] |
| 8月22日 | イギリス     | ヨーク           | ヨークシャーオークス | 芝2400m | G1  | 1着  | エネイブル         | Enable         | [ 207 ] |
| 8月22日 | イギリス     | ヨーク           | ヨークシャーオークス | 芝2400m | G1  | 2着  | マジカル           | Magical        | [ 207 ] |
| 9月1日  | ドイツ       | バーデンバーデン | バーデン大賞         | 芝2400m | G1  | 1着  | ガイヤース         | Ghaiyyath      | [ 208 ] |
| 9月14日 | アイルランド | レパーズタウン   | 愛チャンピオンS      | 芝2000m | G1  | 1着  | マジカル           | Magical        | [ 209 ] |
| 9月15日 | フランス     | パリロンシャン   | フォワ賞             | 芝2400m | G2  | 1着  | ヴァルトガイスト   | Waldgeist      | [ 210 ] |
| 9月15日 | フランス     | パリロンシャン   | フォワ賞             | 芝2400m | G2  | 3着  | キセキ             | Kiseki         | [ 210 ] |
| 9月15日 | フランス     | パリロンシャン   | ニエル賞             | 芝2400m | G2  | 1着  | ソットサス         | Sottsass       | [ 211 ] |

### レーティング
| 順位 | 馬名 | レーティング(単位:ポンド)                                                                               | 基準レース                                                                                              | 基準レース                                                                                              | 基準レース                                                                                              | 基準レース                                                                                              |
| 順位 | 馬名 | レーティング(単位:ポンド)                                                                               | 格 | レース名                                                                                                | 着順 | 1着馬(2着馬)                                                                                            |
| ---- | --- | --- | --- | --- | --- | --- |
| 1    | エネイブル                                                                                              | 131(128)                                                                                                | G1 | ヨークシャーオークス                                                                                    | 1着 | （マジカル）                                                                                            |
| 2    | ガイヤース                                                                                              | 126 | G1 | バーデン大賞                                                                                            | 1着 | （ドニャー）                                                                                            |
| 3    | マジカル                                                                                                | 125(122)                                                                                                | G1 | 愛チャンピオンS                                                                                         | 1着 | （マジックワンド）                                                                                      |
| 4    | ヴァルトガイスト                                                                                        | 124 | G1 | キングジョージ6世＆クイーンエリザベスS                                                                  | 3着 | エネイブル                                                                                              |
| 5    | キセキ                                                                                                  | 122 | GI | ジャパンカップ                                                                                          | 2着 | アーモンドアイ                                                                                          |
| 5    | ジャパン                                                                                                | 122 | G1 | インターナショナルS                                                                                     | 1着 | （クリスタルオーシャン）                                                                                |
| 5    | ブラストワンピース                                                                                      | 122 | GII | 札幌記念                                                                                                | 1着 | （サングレーザー）                                                                                      |
| 5    | ブラストワンピース                                                                                      | 122 | GI | 有馬記念                                                                                                | 1着 | （レイデオロ）                                                                                          |
| 8    | ソットサス                                                                                              | 120 | G2 | ニエル賞                                                                                                | 1着 | （ムタマキナ）                                                                                          |
| 9    | フィエールマン                                                                                          | 119 | GI | 天皇賞（春）                                                                                            | 1着 | （グローリーヴェイズ）                                                                                  |
| 10   | フレンチキング                                                                                          | 118 | G1 | ベルリン大賞                                                                                            | 1着 | （コミュニケ）                                                                                          |
| 11   | ナガノゴールド                                                                                          | 116 | G2 | ハードウィックS                                                                                         | 2着 | デフォー                                                                                                |
| 12   | ソフトライト                                                                                            | 110 | G2 | ドーヴィル大賞典                                                                                        | 2着 | ジヤード                                                                                                |
| 出典 | [ 212 ] [ 213 ] [ 214 ] [ 215 ] [ 216 ] [ 217 ] [ 218 ] [ 219 ] [ 220 ] [ 221 ] [ 222 ] [ 223 ] [ 224 ] | [ 212 ] [ 213 ] [ 214 ] [ 215 ] [ 216 ] [ 217 ] [ 218 ] [ 219 ] [ 220 ] [ 221 ] [ 222 ] [ 223 ] [ 224 ] | [ 212 ] [ 213 ] [ 214 ] [ 215 ] [ 216 ] [ 217 ] [ 218 ] [ 219 ] [ 220 ] [ 221 ] [ 222 ] [ 223 ] [ 224 ] | [ 212 ] [ 213 ] [ 214 ] [ 215 ] [ 216 ] [ 217 ] [ 218 ] [ 219 ] [ 220 ] [ 221 ] [ 222 ] [ 223 ] [ 224 ] | [ 212 ] [ 213 ] [ 214 ] [ 215 ] [ 216 ] [ 217 ] [ 218 ] [ 219 ] [ 220 ] [ 221 ] [ 222 ] [ 223 ] [ 224 ] | [ 212 ] [ 213 ] [ 214 ] [ 215 ] [ 216 ] [ 217 ] [ 218 ] [ 219 ] [ 220 ] [ 221 ] [ 222 ] [ 223 ] [ 224 ] |

### オッズ
日本中央競馬会（JRA）は、馬券発売をインターネット投票とUMACA投票にて行うことを発表した。
ブックメーカー3社のオッズは10月5日時点のものであり、日本式のオッズ表示に変更して表示している。
| 競走馬             | 競走馬         | 日本中央競馬会 （JRA） 23時06分締切 | ブックメーカー3社  | ブックメーカー3社             | ブックメーカー3社            |
| 日本名             | 英名           | 日本中央競馬会 （JRA） 23時06分締切 | コーラル （CORAL） | パディーパワー （Paddypower） | ラドブロークス （Ladbrokes） |
| ------------------ | -------------- | ----------------------------------- | ------------------ | ----------------------------- | ---------------------------- |
| エネイブル         | ENABLE         | 1.5                                 | 1.6                | 1.6                           | 1.6                          |
| ジャパン           | JAPAN          | 7.4                                 | 7.0                | 7.0                           | 6.5                          |
| ソットサス         | SOTTSASS       | 8.4                                 | 7.0                | 7.0                           | 8.0                          |
| ガイヤース         | GHAIYYATH      | 19.4                                | 11.0               | 13.0                          | 10.0                         |
| マジカル           | MAGICAL        | 21.0                                | 13.0               | 10.0                          | 12.0                         |
| ヴァルトガイスト   | WALDGEIST      | 34.4                                | 15.0               | 13.0                          | 15.0                         |
| ブラストワンピース | BLAST ONEPIECE | 18.1                                | 34.0               | 67.0                          | 41.0                         |
| フィエールマン     | FIEREMENT      | 11.1                                | 41.0               | 29.0                          | 41.0                         |
| フレンチキング     | FRENCH KING    | 156.1                               | 41.0               | 41.0                          | 41.0                         |
| ナガノゴールド     | NAGANO GOLD    | 249.1                               | 67.0               | 34.0                          | 67.0                         |
| キセキ             | KISEKI         | 19.4                                | 67.0               | 81.0                          | 81.0                         |
| ソフトライト       | SOFT LIGHT     | 108.9                               | 101.0              | 101.0                         | 81.0                         |
| 出典               | 出典           |                                     | [ 227 ]            | [ 228 ]                       | [ 注 12 ]                    |

## 条件
- 開催：パリロンシャン競馬場　第4レース[229]
- 発走：16時08分（日本時間23時08分）[注 13]
- 賞金総額：5,000,000ユーロ（1着賞金2,857,000ユーロ）
- 出走条件：3歳以上牡牝（騸馬を除く）
- 天候：晴れ
- 馬場硬度：TR SOUPLE（重）[230]
  - 馬場のペネトロメーター（硬度計）の数値は4.1であった[231]。
- リニューアル後に新設された、オープンストレッチ[注 14] が凱旋門賞で初めて使用されることになった[注 15][232]。

## 出走表
なお、馬番順に表示する。
| 馬番 | ゲート番 | 馬名（生産国）                       | 調教国       | 性齢 | 斤量 (kg) | 騎手                                            | 調教師                                            |
| ---- | -------- | ------------------------------------ | ------------ | ---- | --------- | ----------------------------------------------- | ------------------------------------------------- |
| 1    | 5        | フレンチキング FRENCH KING ()        | フランス     | 牡4  | 59.5      | オリビエ・ペリエ Olivier Peslier                | ヘンリー＝アレックス・パンタル Henri-Alex Pantall |
| 2    | 3        | ヴァルトガイスト WALDGEIST()         | フランス     | 牡5  | 59.5      | ピエールシャルル・ブドー Pierre-Charles Boudot  | アンドレ・ファーブル Andre Fabre                  |
| 3    | 12       | ガイヤース GHAIYYATH ()              | イギリス     | 牡4  | 59.5      | ウィリアム・ビュイック William Buick            | チャーリー・アップルビー Charles Appleby          |
| 4    | 7        | キセキ KISEKI ()                     | 日本         | 牡5  | 59.5      | クリストフ・スミヨン Christophe Soumillon       | 角居勝彦 Katsuhiko Sumii                          |
| 5    | 4        | ブラストワンピース BLAST ONEPIECE () | 日本         | 牡4  | 59.5      | 川田将雅 Yuga Kawada                            | 大竹正博 Mashiro Ohtake                           |
| 6    | 2        | フィエールマン FIEREMENT()           | 日本         | 牡4  | 59.5      | クリストフ・ルメール Christophe Patrice Lemaire | 手塚貴久 Takahisa Tezuka                          |
| 7    | 11       | ナガノゴールド NAGANO GOLD()         | チェコ       | 牡5  | 59.5      | ミカエル・バルザローナ Mickaël Barzalona        | V.ルカ Vaclav Luka                                |
| 8    | 9        | エネイブル ENABLE ()                 | イギリス     | 牝5  | 58.0      | ランフランコ・デットーリ Lanfranco Dettori      | ジョン・ゴスデン John Gosden                      |
| 9    | 8        | マジカル MAGICAL ()                  | アイルランド | 牝4  | 58        | ドナカ・オブライエン Donnacha O'Brien           | エイダン・オブライエン Aidan Patrick O'Brien      |
| 10   | 10       | ジャパン JAPAN()                     | アイルランド | 牡3  | 56.5      | ライアン・ムーア Ryan Moore                     | エイダン・オブライエン Aidan Patrick O'Brien      |
| 11   | 6        | ソフトライト SOFT LIGHT ()           | フランス     | 牡3  | 56.5      | 武豊 Yutaka Take                                | ジャン＝クロード・ルジェ Jean-Claude Rouget       |
| 12   | 1        | ソットサス SOTTSASS ()               | フランス     | 牡3  | 56.5      | クリスチャン・デムーロ Cristian Demuro          | ジャン＝クロード・ルジェ Jean-Claude Rouget       |

## レース結果

### レース着順
| 着順 | 馬名（和名）       | 馬名（英名）   | 勝ち時計 | 単勝人気（JRA） |
| 1着  | ヴァルトガイスト   | WALDGEIST      | 2:31.9   | 9               |
| 2着  | エネイブル         | ENABLE         | 1馬身3/4 | 1               |
| 3着  | ソットサス         | SOTTSASS       | 1馬身3/4 | 3               |
| 4着  | ジャパン           | JAPAN          | 1/2馬身  | 2               |
| 5着  | マジカル           | MAGICAL        | 6馬身    | 8               |
| 6着  | ソフトライト       | SOFT LIGHT     | 3馬身1/2 | 10              |
| 7着  | キセキ             | KISEKI         | 8馬身    | 7               |
| 8着  | ナガノゴールド     | NAGANO GOLD    | 5馬身    | 12              |
| 9着  | フレンチキング     | FRENCH KING    | 5馬身    | 11              |
| 10着 | ガイヤース         | GHAIYYATH      | 2馬身1/2 | 6               |
| 11着 | ブラストワンピース | BLAST ONEPIECE | ハナ     | 5               |
| 12着 | フィエールマン     | FIEREMENT      | 大差     | 4               |
| 出典 | [ 236 ]            | [ 236 ]        | [ 236 ]  | [ 236 ]         |

### 配当
JRA発売
| 単勝   | 2        | 3440円   |
| 複勝   | 2        | 310円    |
| 複勝   | 8        | 110円    |
| 複勝   | 12       | 200円    |
| 枠連   | 発売なし | 発売なし |
| 馬連   | 2-8      | 1560円   |
| 馬単   | 2-8      | 6570円   |
| 3連複  | 2-8-12   | 2490円   |
| 3連単  | 2-8-12   | 32990円  |
| ワイド | 2-8      | 470円    |
| ワイド | 2-12     | 1430円   |
| ワイド | 8-12     | 290円    |
| 出典   | [ 236 ]  | [ 236 ]  |

## 記録
- ヴァルトガイストは、G1競走4勝目[237]。
- A.ファーブル厩舎は、凱旋門賞8勝目[238]。（1987年トランポリーノ、92年スボーティカ、94年カーネギー、97年パントレセレブル、98年サガミックス、2005年ハリケーンラン、06年レイルリンク、19年ヴァルトガイスト）[注 16][238]。

## エピソード
- 優勝したヴァルトガイストを管理するA.ファーブル調教師は、「（優勝したエネイブルに敗れ3着となった）キングジョージ6世&クイーンエリザベスステークスの内容を好ましく思っていた。」と考えていたことから[238]、「ブドーは馬の状態を喜び、『凱旋門賞を勝ちに行きたい』と（ブドーは）すごい自信でした。準備はうまくいったし、絶好調で競馬に臨むことができました。」と調整過程を振り返った[238]。「（ヴァルトガイストは）強くなったし、成熟しており、とても穏やかで調教しやすい馬」と評価した[238]。レース前の雨については、「若い頃に不良馬場で勝っていますし、どんな馬場でも勝っている。」が、心配していたと打ち明けた[238]。
- 凱旋門賞3連覇を狙ったが、2着に敗れたエネイブルについて、管理するJ.ゴスデン調教師は、敗因として、「予想以上に重い馬場[注 17] になってしまったなか、ペースが速くなった。そこについていくのが、厳しかった。」と分析し[239]、「よく頑張ってくれたし、速いレースの中でよくやってくれたと思う。」とし[239]、「レース内容には満足している。」と[240]、エネイブルのパフォーマンスを振り返った。今後の進退については「今後について?分からない」と明言を避けた[240]。しかし、オーナーのアブドゥラが2020年の凱旋門賞で凱旋門賞3勝目を目標に、現役を続行することを発表した[241]。ブックメーカーのウィリアムヒルは、第99回凱旋門賞（2020年）におけるエネイブルのオッズを11倍から8倍に切り下げた[241]。
- 6着となったソフトライトに騎乗した武豊騎手はレースについて、「前半スピードが足りずついていくのに苦労した。」が[242]、「ラストは良い脚を使う馬なので、諦めずに追いました。」とし[242]、「大半の馬が大きくバテていた中で最後までしっかり走れましたし、この馬の力は出せたと思います。」と振り返った[242]。
- 7着のキセキを管理する角居勝彦調教師はレースを振り返り、「前目での競馬をする作戦だったので、思っていたポジションとは違った。」ことや[243]、「馬場も苦手ではなかったはずですが、日本馬にこの馬場[注 17] をこなすのは難しい。」と敗因を挙げ[243]、騎乗したスミヨンは、「3コーナーから4コーナーまで順調でした。」としたものの[243]、敗因については、「直線はスピードを上げることができなかった。」ことや、「パリロンシャンの馬場は特殊で、この粘りの強い馬場[注 17] はキセキには適していませんでした」と振り返った[243]。
- 11着のブラストワンピースを管理する大竹正博調教師はレースを振り返り、「パドックの周回が少なかったので、テンションも上がらずにいつもより良い状態でレースに向かえた」とし[244]、「騎手との作戦どおり前目につける競馬ができた」ものの、「フォルスストレートですでに手が動いていたので、直線はもう厳しかったですね。」と振り返った[244]。騎乗した川田は、日本馬として初のニューマーケット滞在での調整と、輸送については、「良い状態で本番を迎えられた。」と振り返ったが[244]、敗因については「あまりにも馬場が緩すぎました[注 17]。こっちはただでさえタフなコースですが、それに加えて今日の馬場[注 17] は厳しかったです。」や[244]、「体力の消耗が激しく、レース後はすぐに止まってしまい、歩くのがやっとという感じ」と振り返り、馬場が原因と分析した[245]。
- 12着のフィエールマンを管理する手塚貴久調教師はレースを振り返り、敗因については「後ろ目での作戦を考えていたが、思った以上の良いスタートだった」ことや「レース中に粘れなかった」こととし[246]、馬場の悪さ[注 17] を敗因に挙げることは避けた[246]。また、日本馬として初のニューマーケット滞在での調整と、輸送については「状態は良く落ち着いていたし、レースまでの流れは良かったと思います。」と振り返った[246]。

## 評価
元騎手で競馬評論家の安藤勝己は自身のTwitterにて、「一番いい競馬したのはエネイブル。あのプレッシャーで勝ちに動いて目標にされると堪える。地元の利、道悪上手のヴァルトガイストとすれば、射程に入れて追い通すだけ。連覇がかかるエネイブル相手だからこその勝利やった。」と回顧した。
お笑い競馬ライターの須田鷹雄は自身のTwitterにて、ペースの存在を指摘。「ヴァルトガイストは展開はまってるし、エネイブルははまってない。」とした。
JRA所属の騎手、蛯名正義はグリーンチャンネルの生中継の解説を担当し、凱旋門賞を日本調教馬が勝利するためには、「凱旋門賞の出走馬を全部日本馬で埋めれば勝てる。」と発言した。

## イベント

### レーシングプログラム配布
全国の競馬場、UMACAでの投票可能なウインズにて、2019年の凱旋門賞（G1）を特集した特別版のレーシングプログラムが配布された。

### 新宿駅
10月6日の22時35分から23時35分まで、新宿駅東口アルタビジョンにてパブリックビューイングが行われた。応援フラッグ・光るリストバンドが先着各1000人に配られた。

### 東京競馬場
10月6日の20時00分から23時30分まで、東京競馬場のメモリアルスタンド、地下1階映像ホールにてUMACA会員限定の観戦会が行われ、スペシャルゲストのトークショーやスペシャルビュッフェも開催された。トークショーには、スペシャルゲストとして横山ルリカ、現地のレポータ―に合田直弘、木村拓人（デイリー馬三郎）、ゲスト解説は井内利彰、MCは津田麻莉奈が担当した。